# Rövidáruipar

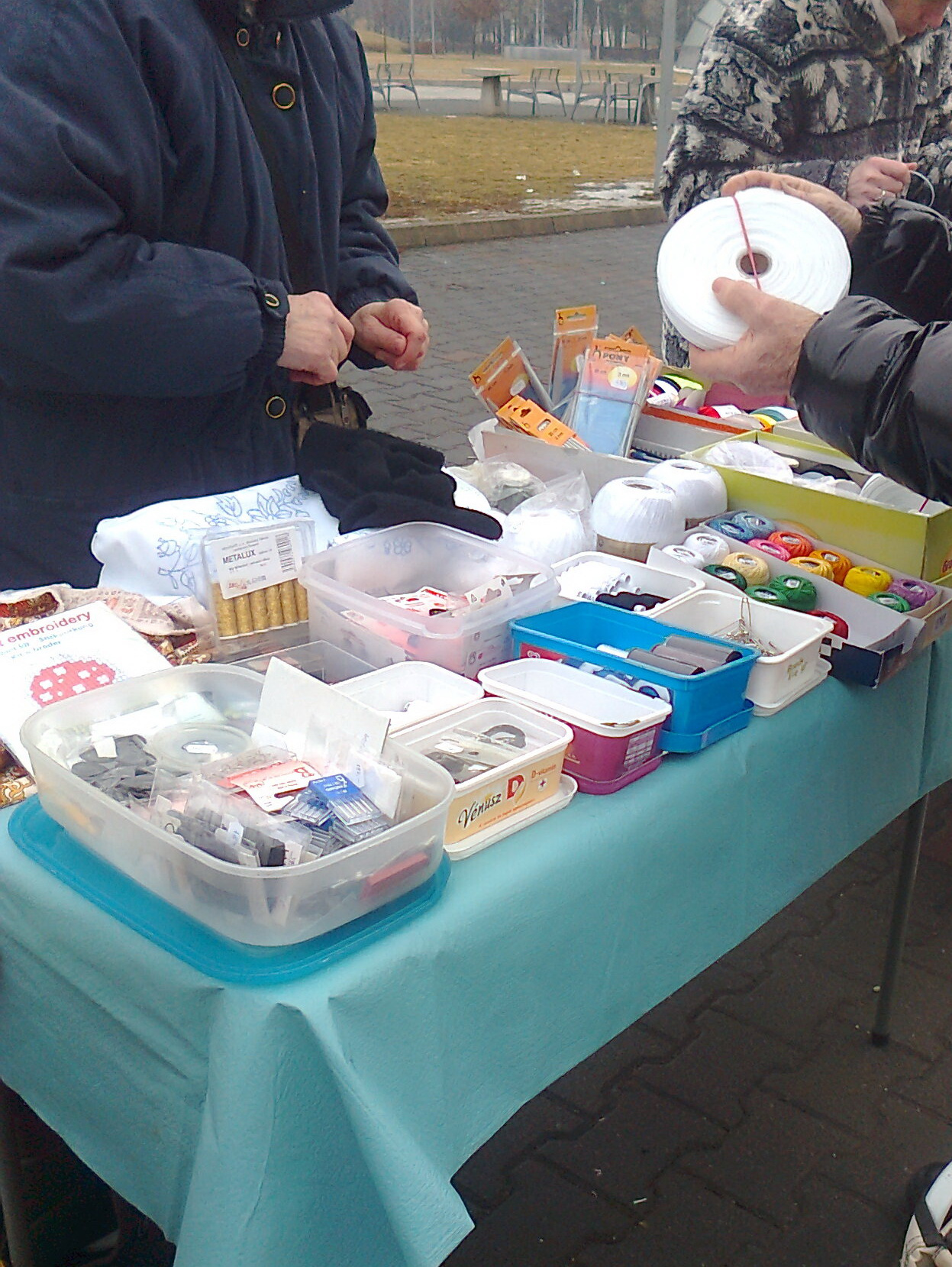
Piaci rövidáru-kereskedő

A rövidáruipar korábban a könnyűipar, azon belül a textilipar egy szakágazataként szerepelt és a Könnyűipari Minisztérium irányítása alatt állt. Az 1989–1990-ben lezajlott rendszerváltozás után kialakult új iparstruktúrában már nem kapott önálló helyet, a korábban a rövidáruiparhoz tartozott gyárakat az „egyéb textília gyártása” ipari alágazathoz sorolták. A rövidáruk körébe tartozó termékek gyártása hazánkban (is) az utóbbi évtizedekben jelentősen átalakult és nagy jelentőségre tettek szert az ezekkel a technológiákkal készült műszaki textíliák is.

## A rövidáru fogalma
A „rövidáru” szó a német Kurzware tükörfordítása. Vélhetőleg a méteráru (a méterszámra árult szövetek és egyéb kelmék) ellenpárjaként alakult ki ez az elnevezés. A rövidáruk körébe a ruházati és lakástextil termékek gyártásában nélkülözhetetlen kiegészítő anyagokat sorolják, mind a nagyipari, mind a kézmű- vagy háziipari feldolgozáshoz.
A rövidárukat két csoportra osztják: a textil alapanyagú puha és a fémből vagy műanyagból készült kemény rövidáruk csoportjára.
Puha rövidáruk:
- varrócérnák,
- kézimunkafonalak (kézikötő-, horgoló- és hímzőfonalak, háziszőttesekhez készült fonalak),
- különféle szalagok,
- hevederek,
- fonatolt és kötött zsinórok, cipőfűzők,
- paszományok,
- csipkék és hímzések,
- díszítő kellékek (bojtok, díszzsinórok, rojtok, sujtások stb.),
- vállpárnák,
- ízlapok (a ruhák hónaljában az izzadság felfogására),

Kemény rövidáruk:
- ruhazáró kellékek (gombok, cipzárak, tépőzárak, nyomókapcsok és egyéb kapcsok, csatok)
- varrótűk, gombostűk, biztosítótűk, hímzőtűk, fűzőtűk,
- gyűszűk,
- (kézi)kötő- és horgolótűk,
- stoppolófa.

Látható, hogy a rövidáruk fogalma rendkívül széles termékkört ölel föl.

Válogatás puha és kemény rövidárukból
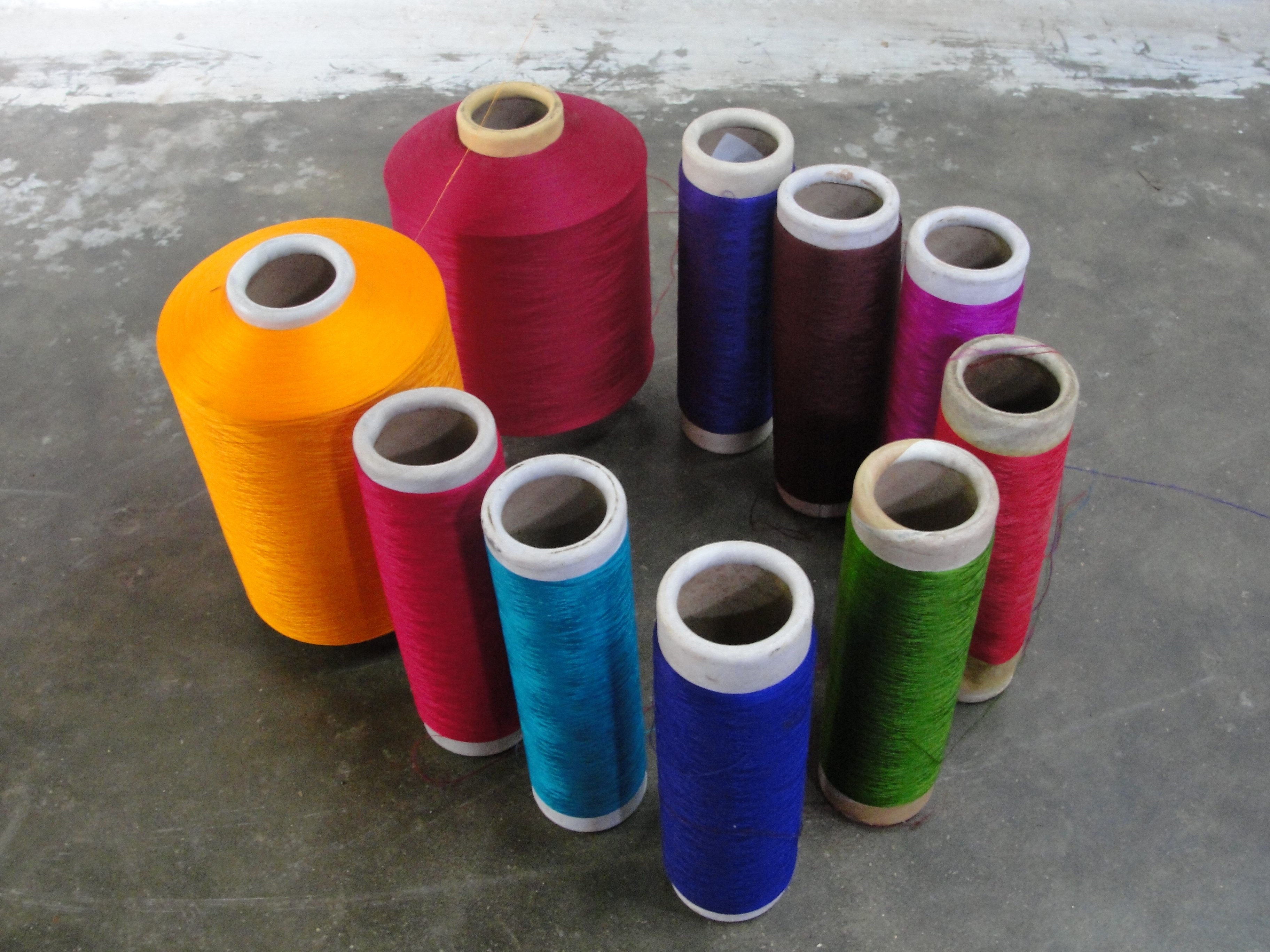
Varrócérnák
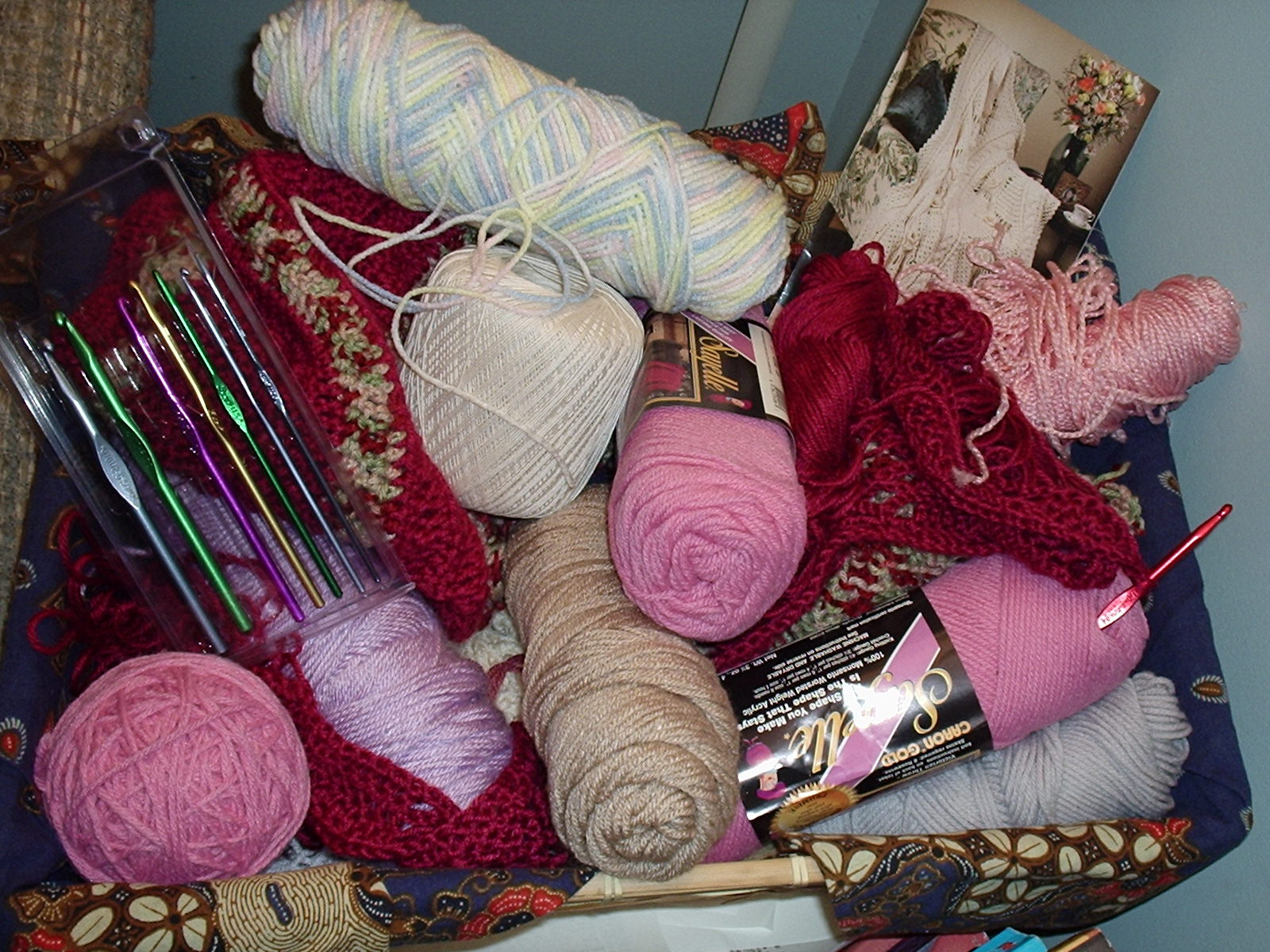
Kézimunkafonalak és horgolótűk
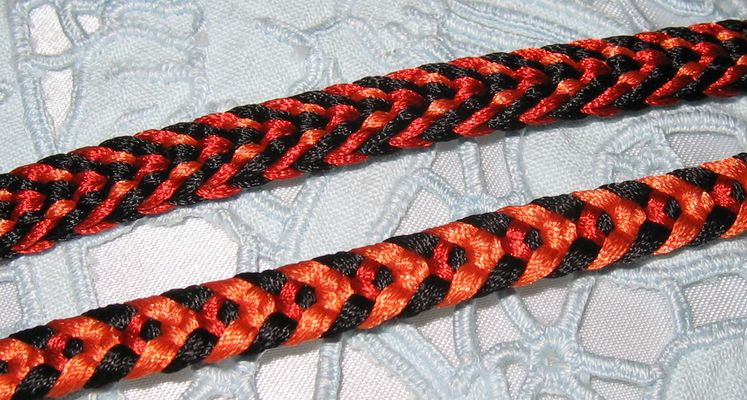
Fonatolt zsinór
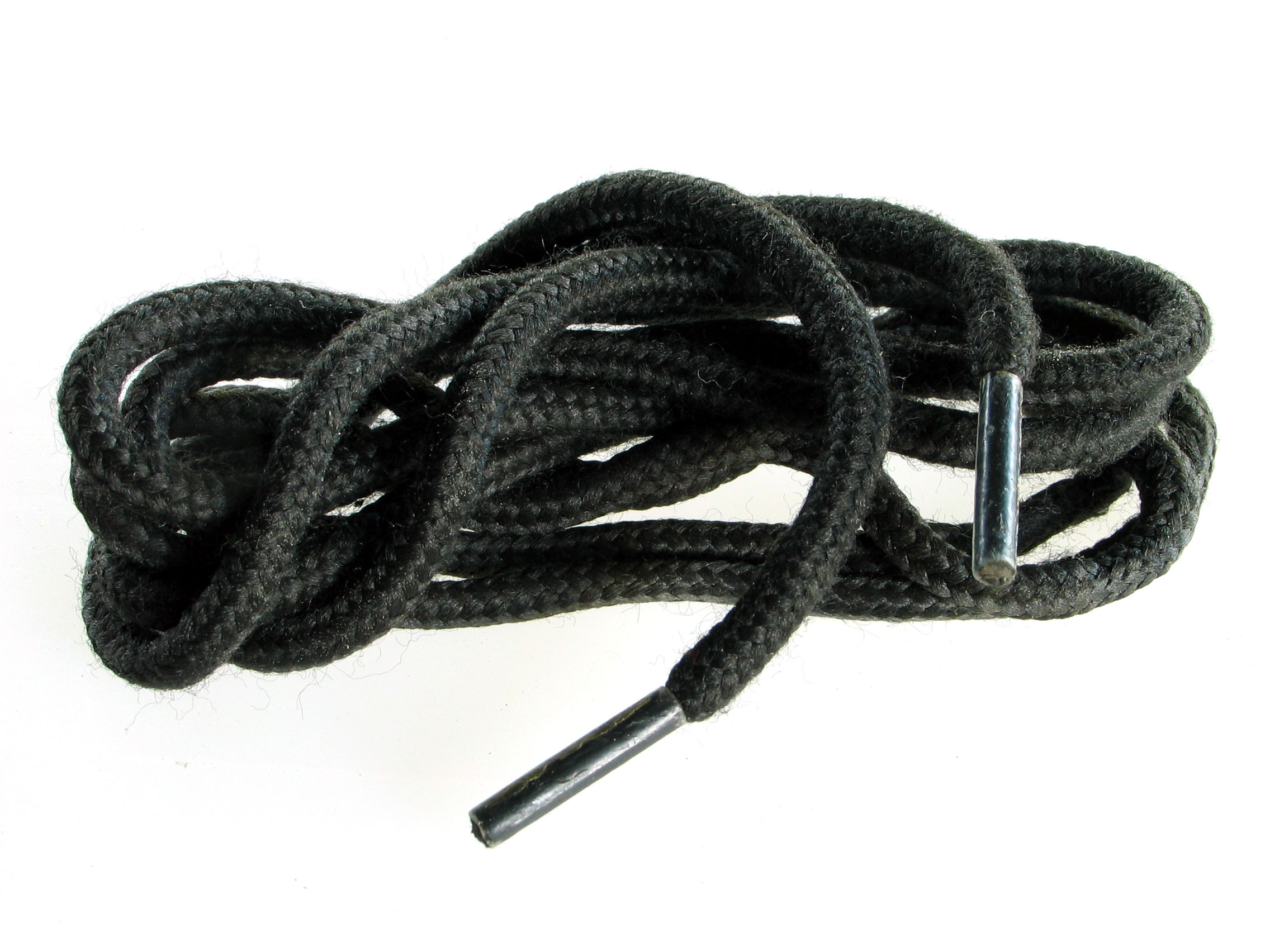
Cipőfűző
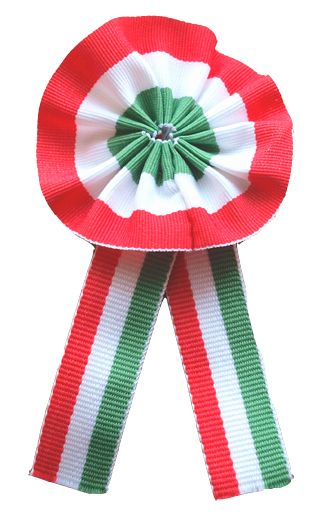
Nemzetiszínű szalagból készült kokárda
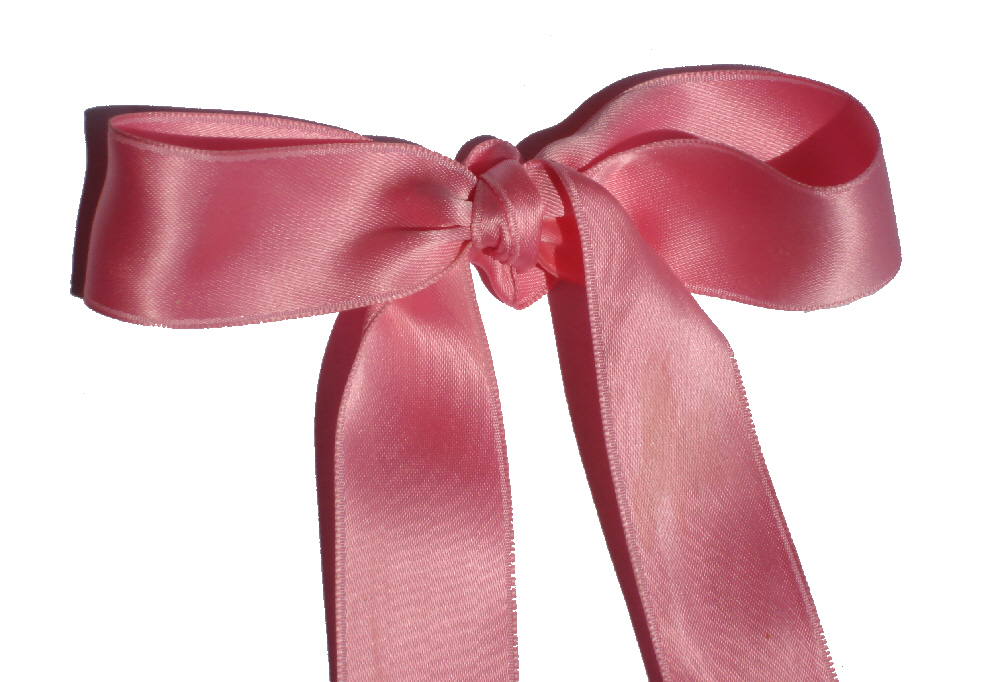
Szaténszalag
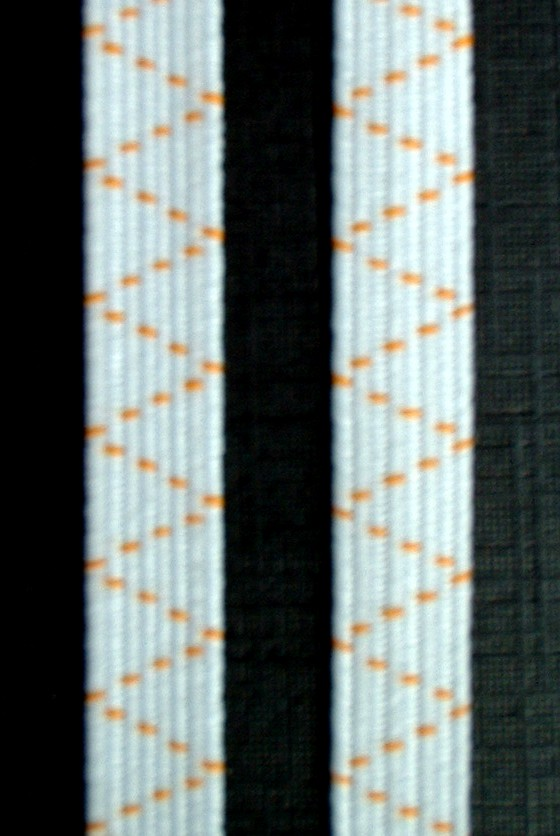
Gumiszalag
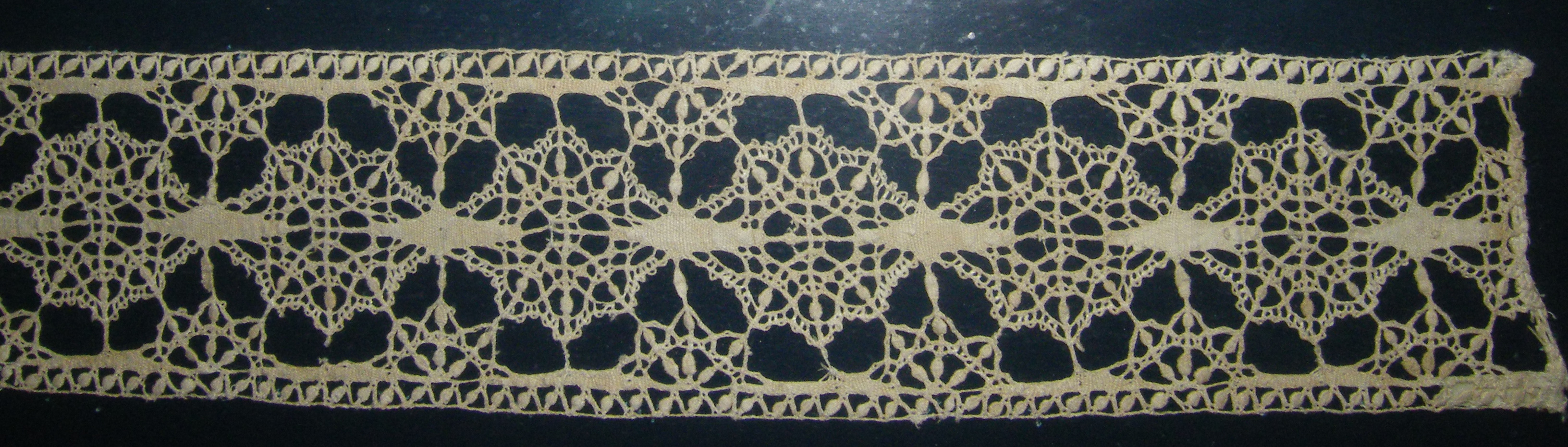
Fonatolt (vert) csipkeszalag
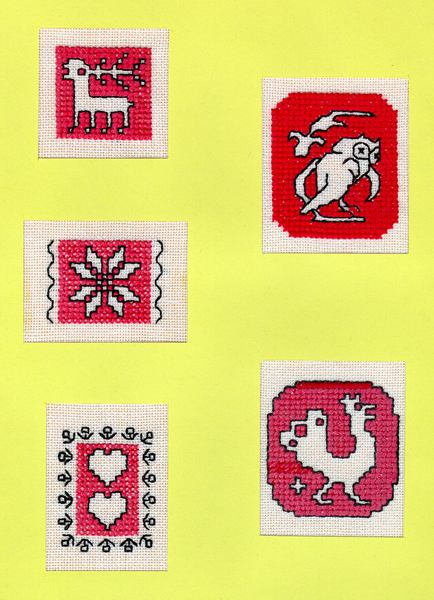
Előnyomott szövetek kézi hímzéshez
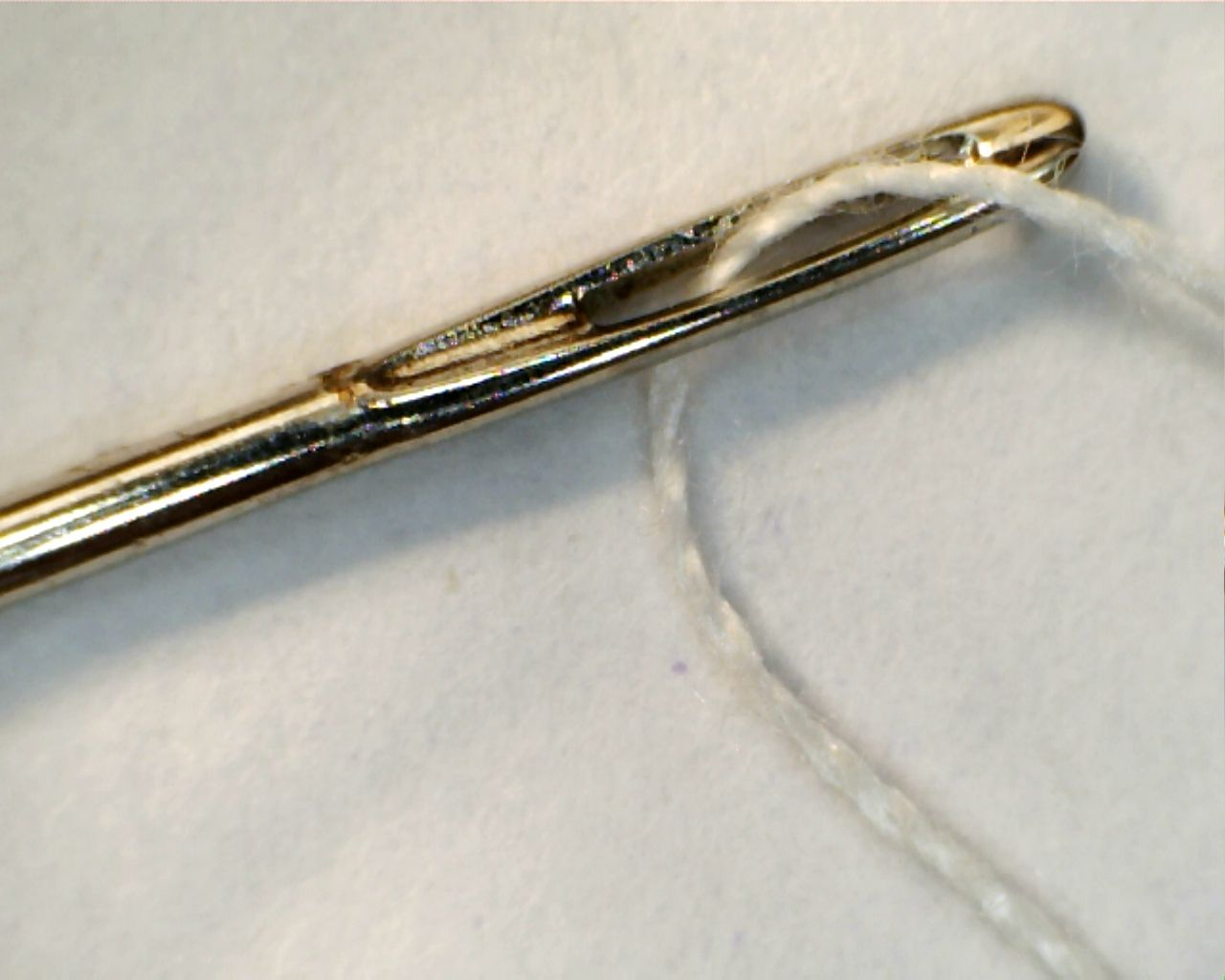
Varrótű belefűzött cérnával
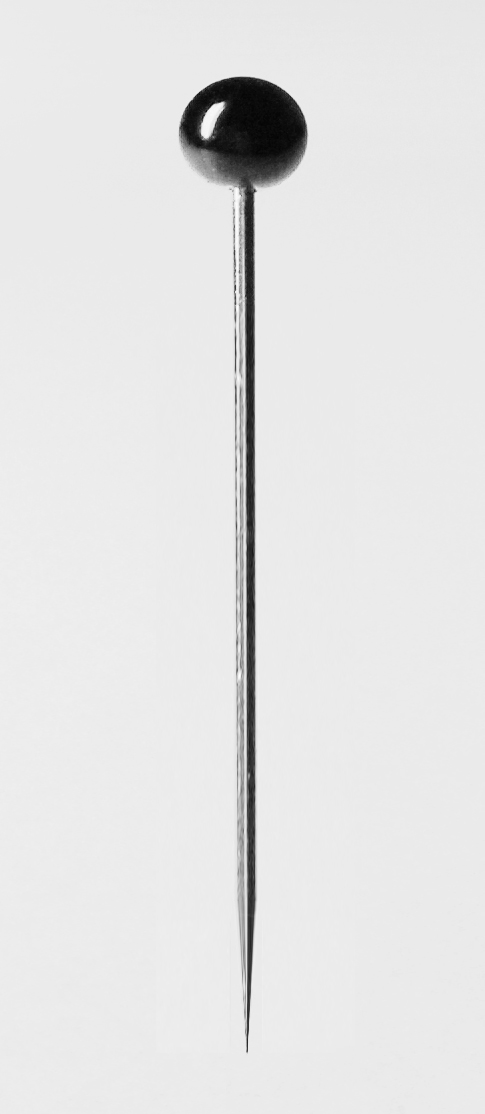
Gombostű
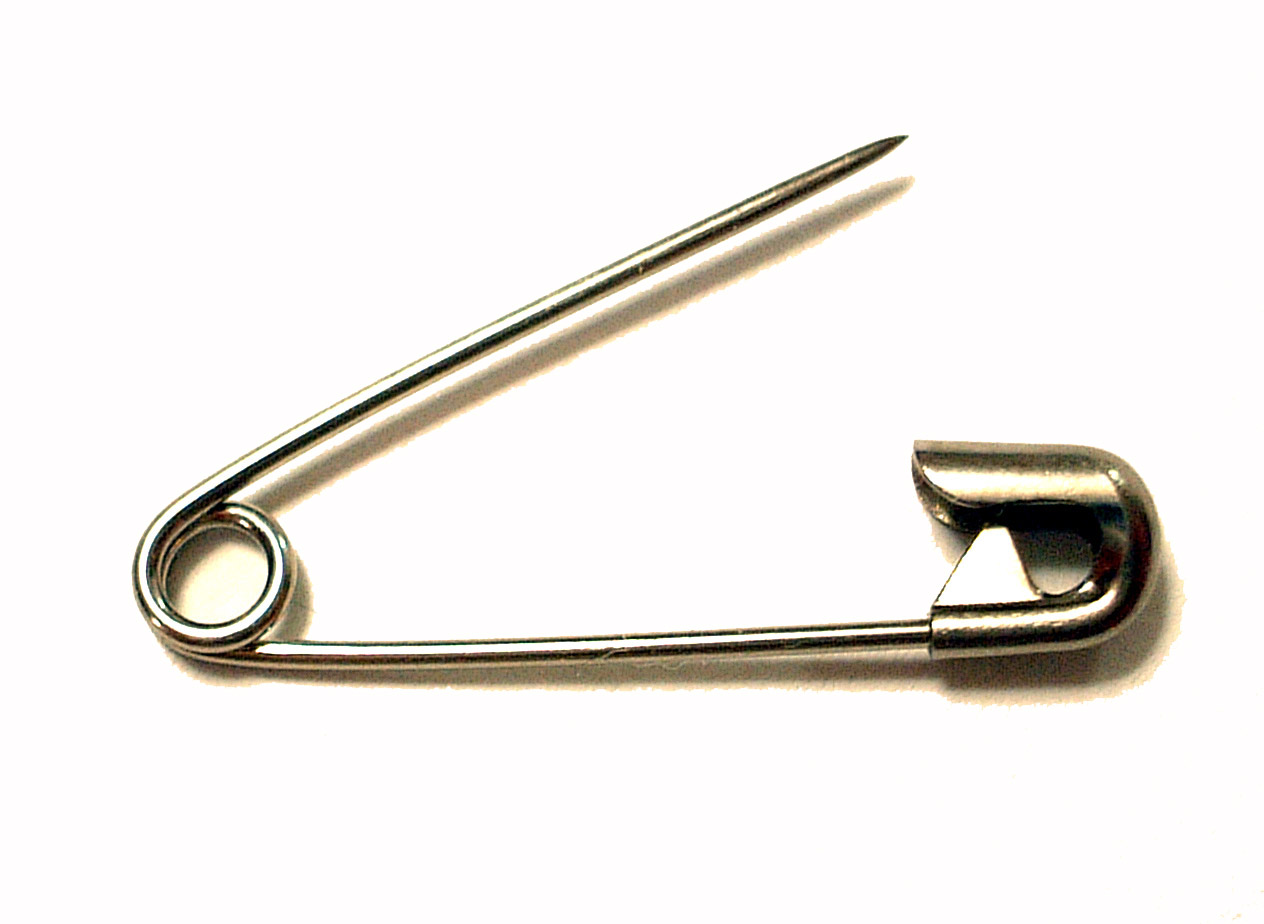
Biztosítótű
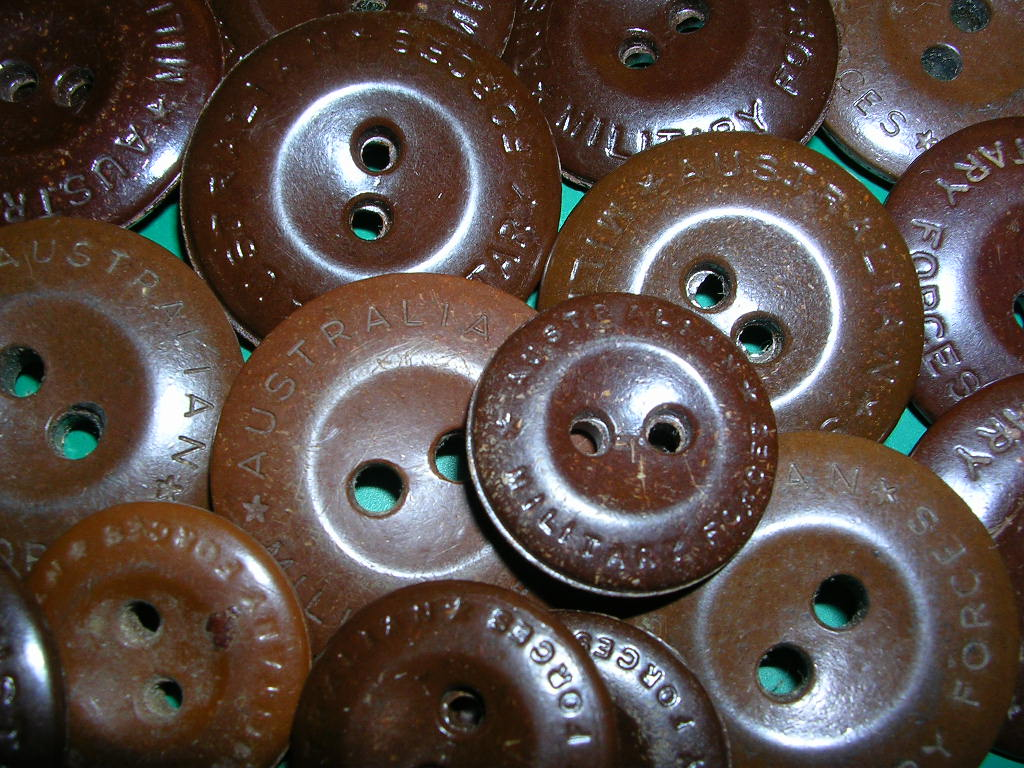
Gombok
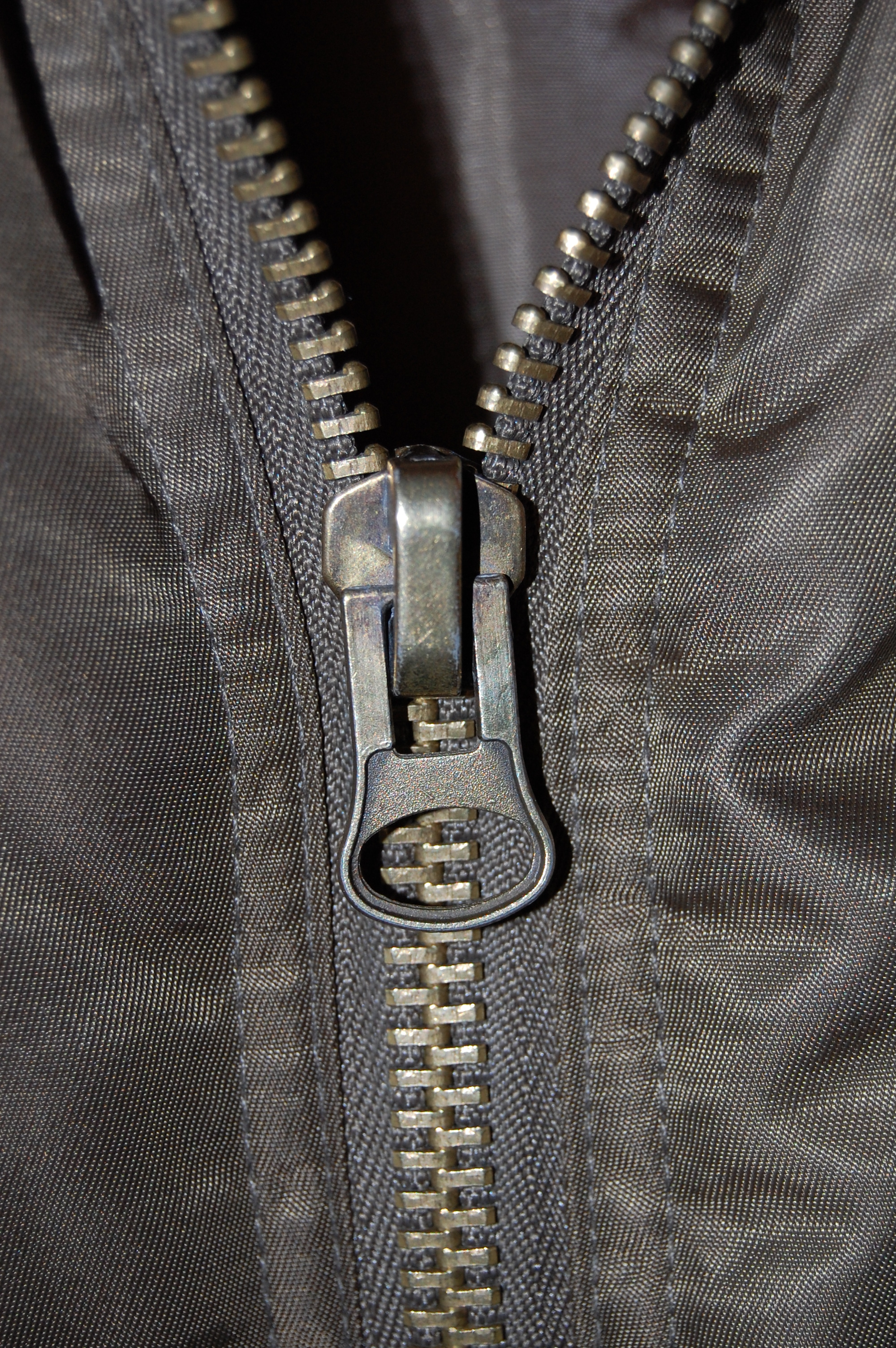
Húzózár
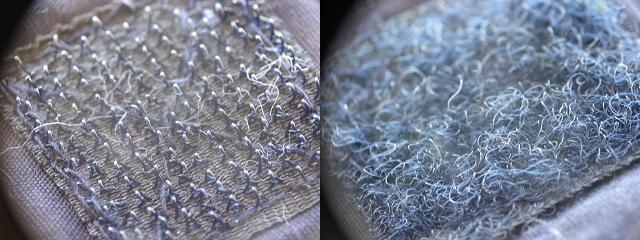
Tépőzár kampós és bolyhos fele
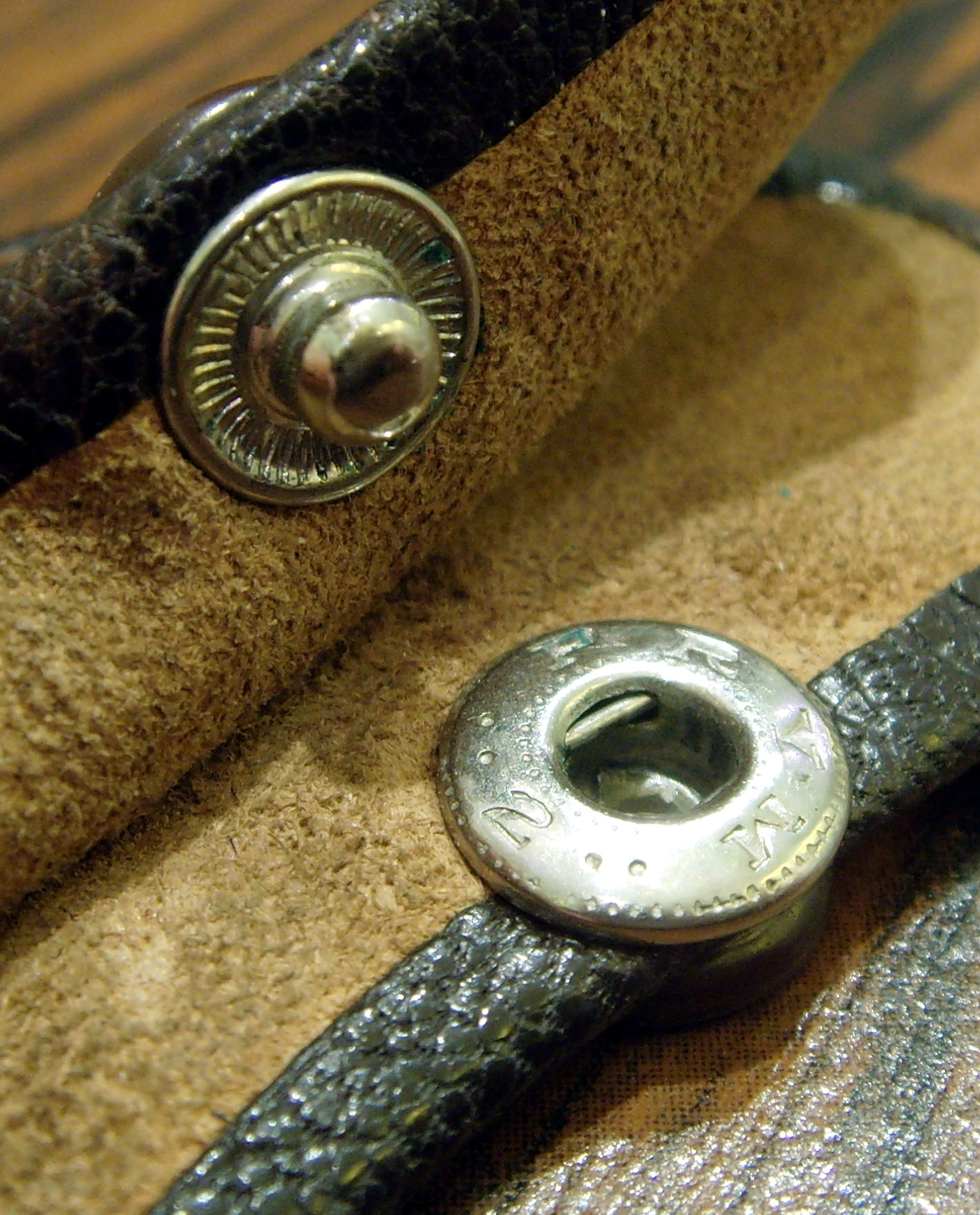
Nyomókapocs

## A rövidáruk gyártása
A rövidáruk különböző fajtáinak gyártására sok esetben célgépeket szerkesztettek. A kemény rövidárukat – különösen a fémből és műanyagból készülteket – ma már automatagépeken állítják elő óriási tömegben. A puha – textil alapanyagú – rövidáruk egy részét a "szokványos" textilgépeken gyártják (pl. varrócérnák, kézimunkafonalak), csak a gyártás technológiája alkalmazkodik a felhasználási célhoz. A szalagok, hevederek gyártására célgépek állnak rendelkezésre. A mintás szalagok egyrészt e célra szerkesztett szalagszövőgépeken, másrészt ugyancsak ezek gyártására kifejlesztett horgológépeken készülnek. A fonatológépeknek sokféle típusát fejlesztették ki, ezek között kiemelt szerepe van a fonatolt (klöpli-) csipke gyártására szolgáló géptípusnak, amelyet a babák mozgásának a mintának megfelelő vezérlésére ún. jacquard-berendezéssel látnak el. A kötőgépek közül a csak néhány tűvel dolgozó kis átmérőjű körkötőgépek és láncrendszerű körhurkológépek szolgálnak zsinórok készítésére. Az akár egyedi hímzések készítésére ma már igen nagy mintázó képességű, sokszínű minták előállítására alkalmas, elektronikus vezérlésű gépek kaphatók.
A műszaki fejlődés mindezeken a területeken ma is folyamatos, aminek különösen az ad ösztönzést, hogy az eredetileg rövidáruk célját szolgáló termékek módosított változatai a műszaki textíliák körében is egyre nagyobb teret nyernek (pl. fonatolt, kötött, szalagszövött termékek).

## A rövidáruipar Magyarországon
Rövidáruipar, mint olyan, a második világháborút megelőző időszakban Magyarországon nem volt, bár voltak olyan gyárak, kisebb-nagyobb üzemek, amelyek a rövidáru fogalomkörébe tartozó termékeket gyártották és szállították a kereskedelemnek. Ezek termelése jellemzően manufakturális jellegű, termelésük mennyiségét tekintve csekély volt. Az 1948–1949-ben végrehajtott államosítás és az azt követő, több lépcsőben megvalósított átszervezés gyökeres változást hozott a gyáripar szerkezetében: gyárakat szüntettek meg, vontak össze egy vállalattá, profilgazda vállalatokat hoztak létre. Ez természetesen a könnyűiparra és azon belül a textiliparra is vonatkozott. Ennek keretében hozták létre az 1950-es években a rövidáruipart is, mint önálló iparágat a textiliparon belül, amelybe a korábbi számos üzemből először 10, majd 11, végül az 1962–1963 évi átszervezés során 9 vállalatot soroltak be. Ezek csakis a puha rövidáruk gyártására voltak hivatottak. Ide tartozott:
- az Albertfalvai Cérnázógyár,
- a Fonalkikészítőgyár,
- a Gardénia Csipkefüggönygyár,
- a Kalapgyár,
- a Lőrinci Szalagszövő- és Csipkegyár,
- a Lőrinci Textilipari Vállalat,
- a Paszományárugyár,
- a RICO Kötszerművek és
- a Szalag- és Zsinórgyár.

1979-ben ez a kilenc vállalat összesen mintegy 5500 munkavállalót foglalkoztatott. A vállalatok később megszervezték maguk között a Rövidáruipari Egyesülést és ezen keresztül oldották meg műszaki, közgazdasági, munka- és üzemszervezési, gép- és fonalbeszerzési és jogügyi tevékenységüket.
Az Albertfalvai Cérnázógyár termékei kizárólag továbbfeldolgozásra szánt műszaki textíliák voltak: mindenekelőtt a gumiabroncsok és szállítószalagok gyártásához használt kordcérnák és betétszövetek.
A Fonalkikészítőgyár fő tevékenysége a rövidáruipar és az egyéb textilipari vállalatok, szövetkezetek cérnázási, fonalnemesítési és színezési igényeinek kielégítése volt szolgáltatás formájában, de gyártott kézimunkafonalakat is. Ezen felül végáruszínezéssel, -kikészítéssel, filmnyomással és címkenyomással is foglalkoztak.
A Gardénia Csipkefüggönygyár 1911 óta állt fenn. Az államosítást követő rekonstrukciók eredményeképpen a vállalat fő profilja a raschel-gépen, szintetikus fonalból készült függönyök gyártása lett, de jelentős mennyiséget gyártott pamutszövetekből és poliamidfonalakból készült lánchurkolt fehérneműanyagokból is.
A Kalapgyárat eredetileg az 1850-es években alapították. Az államosítás után kialakított iparstruktúrában kalaptompok gyártására szakosították és a további évtizedekben korszerű üzemmé fejlesztették. Később szőrmék kikészítésére és konfekcionálására is berendezkedett.
A Lőrinci Szalagszövő- és Csipkegyár több, sokféle profillal rendelkező kisüzem összevonásával jött létre az 1950-es évek elején. Foglalkozott klöpli- (fonatolt) csipke és -függöny, valamint különböző fajta szövött szalagok gyártásával, sálszövéssel. Később jelentős profiltisztítást hajtottak végre és fő termékük a raschel-gépen szintetikus fonalakból készített függöny és a fonatolt csipke lett, de körkötött kelmék gyártására is berendezkedtek.
A Lőrinci Textilipari Vállalat a több vattagyártó üzem összevonásával 1953-ban létrehozott Lőrinci Vattagyárból az 1960-as években változtatta nevét Lőrinci Textilipari Vállalatra, amikor az 1959-ben ide telepített nemszőttkelme-gyártás már jelentős fejlődést ért el. Ettől kezdve ez a korszerűnek számító kelmefajta lett a gyár fő terméke, amit közbélések, meleg ruha- és cipőbélések, háztartási és ipari törlőkendők gyártására használtak. Készültek itt még steppelt paplanok és hálózsákok is.
A Paszományárugyár már állami vállalattá alakulása idején is hagyományos rövidáru termékeket készített: ruhadíszeket, zsinórokat, rojtokat, válltöméseket, farkasfogakat, szalagokat, paszományokat, cipőfűzőket, galongépi függönyöket. Az 1960-as években végrehajtott profiltisztítás során tértek rá – az országban először – szintetikus fonalból raschel-gépen készült függönyök, valamint madeira-hímzésű termékek gyártására.
A RICO Kötszerművek több évi profiltisztítási folyamat eredményeként az ország egyetlen egészségügyi vattát és kötszereket gyártó vállalata lett. Az 1960-as évektől megkezdték a vérterápiás műanyag szerelékek gyártását is. Itt készültek a sebvarró fonalak, egészségügyi betétek, tamponok, itt állították össze mentőládák kötszereit és egyéb felszereléseit.
A Szalag- és Zsinórgyár kis üzemekből és manufaktúrás jellegű műhelyekből az államosítás után megalakított szalagszövő- és fonatológyárakból létesült 1963-ban. Elődvállalatai a szalagszövéssel foglalkozó Szalagárugyár és Debreceni Textilművek, a hevedereket gyártó Hevedergyár, a fonatológépekkel dolgozó Zsinórgyár, valamint az azbeszttermékeket előállító Azbesztgyár voltak. Többszöri profiltisztítás eredményeként a Szalagszövő- és Zsinórgyár az ország egyetlen jellegzetesen rövidárut gyártó vállalata lett és a puha rövidáruk terén igen széles választékot kínált, amelyeket főleg szalagszövő- és fonatológépeken állított elő.
A felsorolásból látható, hogy a második világháború után mesterségesen létrehozott rövidáruipar messze nem korlátozódott a hagyományos puha rövidáru termékek előállítására, nagyon sok "oda nem illő" terméket is gyártott (pl. műszaki felhasználású textilanyagokat, gyógyászati, higiéniai termékeket, kalapokat, azbeszttermékeket stb.).

## A rendszerváltozás után kialakult helyzet
A rendszerváltással együtt járó gazdasági és piaci átalakulás következményei – mint általában a textil- és a ruházati iparban – a rövidáruipari vállalatokat sem kerülték el. Az állami vállalatok gazdasági társaságokká – részvénytársaságokká vagy korlátolt felelősségű társaságokká – alakultak, majd megkezdődött a privatizáció, amely azonban csak kevés esetben vált sikeressé. A korábbi nagyvállalatok tönkrementek, szétestek, helyükön ill. még használhatónak ítélt gépeikkel kisebb társaságok alakultak, amelyeknek csak egy része maradt életképes. Vannak azonban jó példák is, olyan vállalkozások (részben vagy teljesen magyar tulajdonban), amelyek – esetenként szerencsés kimenetelű felszámolási eljárások árán, vagy többszöri tulajdonosváltással – képesek voltak fennmaradni, gépparkjukat megújítani, korszerűsíteni, és ezzel versenyképes termékeket előállítani, olyanokat, amelyek nem csak a hazai, de az igényes külföldi piacokon is megállják a helyüket. Ezek az üzemek az esetek jelentős részében a hagyományos puha rövidáru termékek helyett vagy mellett elvileg ugyanazokkal a technológiákkal (szalagszövés, fonatolás, kötés, nemszőttkelme-gyártás) műszaki textíliák gyártására tértek át.